# Renate Thyssen-Henne
Pour les articles homonymes, voir Thyssen et Henne.
Renate Thyssen-Henne, née Kerkhoff le 20 juin 1939 à Bottrop, est une femme d'affaires allemande. 

## Débuts
Elle est née dans la province de Westphalie (puis land de Rhénanie-du-Nord-Westphalie) au sein de la famille Kerkhoff, des industriels et affairistes westphaliens de l'Emsland (scieries, gravières, magasins de vêtements et de textiles), et élevée dans les valeurs de l'effort et de la responsabilité individuelle.
Après sa scolarité au lycée, Renate Kerkhoff fait un stage dans une agence de voyages à Bottrop. Elle est ensuite embauchée à temps partiel comme secrétaire par la succursale de Francfort du groupe américain Honeywell et suit, parallèlement, des cours d'anglais des affaires, d'économie et de gestion et travaille ponctuellement comme mannequin.

## Monde des affaires

### Lancement
À l'âge de 20 ans, attirée par l'entrepreneuriat, elle fonde sa première société anonyme (GmbH) avec un capital de démarrage de 20 000 DM que lui prête ses parents, se lançant dans la commercialisation de lingettes, puis démarrant très vite sa propre production sous la marque Seifrisch. Forte d'une réussite rapide, son entreprise peut augmenter sa capacité de production et emploie 3 ans plus tard déjà 150 personnes et approvisionne des commerces de détail, des grands magasins et des supermarchés, ainsi que la Lufthansa et plusieurs entreprises de restauration, dont la chaîne de restaurants Wienerwald.

### Expansion
En 1963, à la naissance de son premier enfant, elle vend son entreprise Seifrisch, mais créait l'année suivante, à l'âge de 25 ans, une nouvelle société, la chaîne de restaurants « Zum Gumpelmann », qui s'étendra rapidement avec 13 succursales, sur toute l'Allemagne de l'Ouest, à Aix-la-Chapelle, Francfort, Düsseldorf, Cologne et Heidelberg notamment. Elle revend ses restaurants quelques années plus tard pour plus de 2 millions DM au grand restaurateur autrichien Friedrich Jahn (de), fondateur des restaurants Wienerwald.

### Succès
Renate Thyssen développe ses affaires dans le secteur immobilier et rachète également, en juin 1986, une grande entreprise en difficulté, la chaîne de restauration rapide Wienerwald GmbH (de) (dont elle a été l'un des fournisseurs) pour 20 millions DM, à crédit négocié, à la Bayerische Landesbank, à la Dresdner Bank et à deux banques suisses qui l'avaient saisie à son propriétaire insolvable, le restaurateur Friedrich Jahn. Elle restructure et recentre la société sur l'Autriche et, sous sa direction, Wienerwald devient la plus grande entreprise de restauration d'Autriche. En 1988, le magazine économique autrichien Erfolg l'a nomme « Manager de l'année ». Après avoir redressé financièrement cette société, elle la cède au bout de trois ans à la ville de Vienne pour 40 millions DM.

## Vie personnelle
Elle se marie en 1962 avec Helmut Friedhelm Homey, un entrepreneur appartenant à la famille Homey, des industriels d'Essen (brasserie, hôtellerie et restauration collective). Le couple s'installe à Francfort, où naissent leurs deux enfants :
- Gabriele Renate, le 1er avril 1963,
- Joachim Helmut, le 2 juin 1964.

Elle divorce et se remarie en 1969 avec Bodo Thyssen (en) (1918-2004), médecin et membre de la dynastie industrielle Thyssen – il est le petit-fils de Joseph Thyssen (de) et le petit-neveu d'August Thyssen –, avec qui elle investit dans une clinique privée située au bord du lac Chiemsee. Ses enfants prennent dès lors le nom de leur beau-père, « Thyssen » jugé plus porteur. 
Elle divorce du Dr Thyssen – et est autorisée à conserver l'usage du nom « Thyssen » et la jouissance de la Villa Josef Thyssen (de) – pour épouser en 1978, en troisièmes noces, l'avocat allemand Detlef Wunderlich (1935-1995), frère du ténor Fritz Wunderlich. Leur union prend fin au bout de sept ans en 1985 (et Wunderlich se remariera avec la violoniste Anne-Sophie Mutter en 1989).
Renate Thyssen se remarie en 1987, en quatrièmes noces, avec Ernst Theodor Henne (1930-2018), président d'Auto-Henne (la dernière grande concession automobile indépendante Daimler-Benz, sise à Munich, vendue au groupe Daimler-Benz en 1997) et fils du pilote automobile Ernst Jakob Henne, et prend le nom de Renate Thyssen-Henne. Elle se retire des affaires et se consacre à des œuvres de bienfaisance, souvent en compagnie de sa fille Gabriele Thyssen, épouse du prince Charles Emich de Leiningen, puis du prince Karim Aga Khan IV.
Renate Thyssen-Henne est une parente de Guido Kerkhoff (en), président du groupe industriel ThyssenKrupp.